# صحة الطفل وتغذيته في إفريقيا

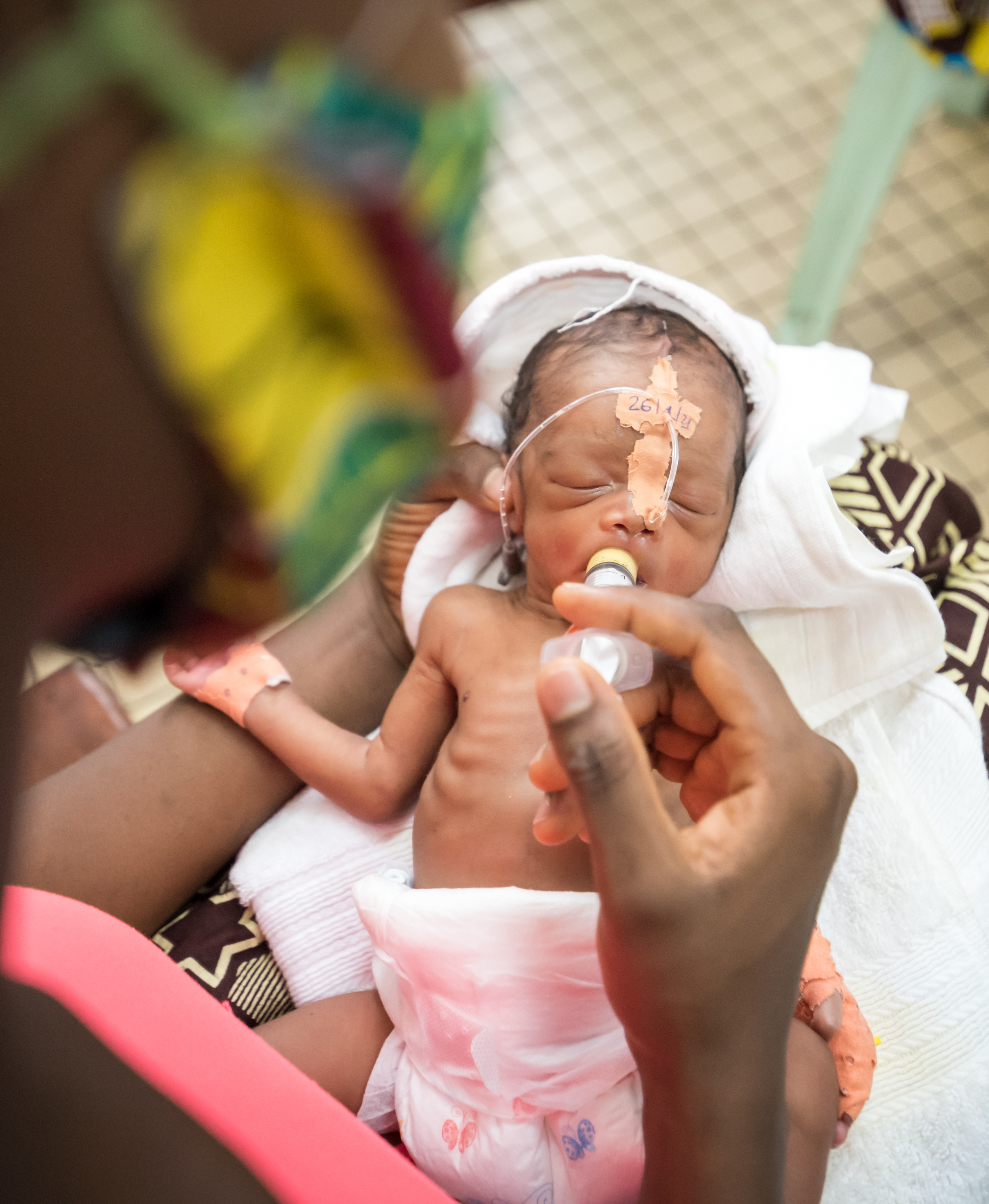
العناية الصحية المقدمة لرضيع من الكاميرون.

تعنى صحة الطفل وتغذيته في افريقيا   بالرعاية الصحية خلال فترة المراهقة في عدة مناطق مختلفة من افريقيا، حيث أن حق الصحة والتغذية والحصول على نظام غذائي كافي يعد من أهم حقوق الإنسان الأساسية المعترف بها دوليا والتي تحميها المعاهدات والاتفاقيات الدولية المتعلقة بحق الحياة، وايضا في المواثيق والاستراتيجيات والتصريحات.
ان الأهداف الإنمائية للألفية (MDGs) 1و4 و5 و6 والتي تصب اهتمامها حول تاثير الفقر والجوع ووفيات الأطفال وصحة الام في القضاء على فيروس نقص المناعة المكتسب (الايدز) والملاريا والسل وغيرها من الامراض الأخرى والتي لها تاثير كبير في مجال صحة الطفل.   
وبالرغم من الالتزامات والمثل العليا، فإن الواقع مغاير تماما فمعدل الوفيات بين الأطفال الصغار يتزايد، ولا سيما في أفريقيا، فالحال هناك لا يزال مثيرا للقلق، حيث أن معدل الأطفال الرضع في الدول المتقدمة مثل السويد يعانون من خطر الموت قبل بلوغهم السنة الأولى ويشكلون نسبة 1 بالمائة أو أقل، بينما الأطفال الرضع في البلدان النامية فإن نسبة الوفيات تشكل 10 بالمائة أو أكثر، وفي داخل البلدان النامية توجد أيضا فوارق كبيرة بين الأغنياء والفقراء والمناطق المتمدنة والريفية.

## مدى اهمية صحة الطفل وتغذيته في افريقيا
أحرز على الصعيد العالمي تقدم كبير في الجهود المبذولة للحد من وفيات الأطفال، وانخفض عدد وفيات الأطفال دون سن الخامسة في العالم من 12 مليون حالة وفاة في عام 1990 إلى 6.9 ملايين حالة وفاة في عام 2011، وانخفض المعدل العالمي لوفيات الأطفال دون سن الخامسة بنسبة 41 بالمائة منذ عام 1990، من 87 حالة وفاة لكل 0001 مولود حي في عام 1990 إلى 51 حالة وفاة في عام 2011، والأسباب الرئيسية للوفاة بين الأطفال دون سن الخامسة هي الالتهاب الرئوي (18 بالمائة)، ومضاعفات الولادة قبل الأوان (14 بالمائة) والإسهال (11 بالمائة) والمضاعفات أثناء الولادة (9 بالمائة) والملاريا (7 بالمائة) وعلى الصعيد العالمي، يعزو أكثر من ثلث وفيات الأطفال دون الخامسة إلى نقص التغذية.
وفي أفريقيا، سجل بعض التقدم أيضا على مر العقود مقارنة مع المناطق الأخرى فقد شهدت أفريقيا جنوب الصحراء الكبرى انخفاض متسارع في معدل وفيات الأطفال دون سن الخامسة، ومع ارتفاع معدل الانخفاض السنوي بين عامي 1990 و 2000 و 2000-2011، ومع ذلك لا تزال أرقام وفيات الأطفال في أفريقيا جنوب الصحراء الكبرى واقعية، وتشكل المنطقة وحدها 3,370,000 حالة وفاة بين الأطفال دون سن الخامسة في عام 2011 وفقاً (لمنظمة الصحة العالمية، 2012) والتي تقابل 9,000 طفل يموتون كل يوم، وستة أطفال يموتون كل دقيقة، ومن بين 3 ملايين حالة وفاة حديثي الولادة في جميع أنحاء العالم يوجد حوالي 1.1 مليون شخص في أفريقيا جنوب الصحراء الكبرى وفقاً (لمنظمة الصحة العالمية، 2012) وأعلى معدلات وفيات الأطفال في أفريقيا جنوب الصحراء الكبرى حيث يموت طفل من بين كل 9 أطفال قبل سن الخامسة و 1 من 16 طفلا في جنوب آسيا.

## نقص في المغذيات الاساسية والمغذيات الصغرى
يعتبر فيتامين أ فيتاميناُ مهما ليعمل الجهاز البصري جيداُ وليقي الجهاز المناعي الجسم من الامراض، حيث ان نقصه مشكلة تواجه الصحة العامة، ويقدر عدد الأطفال الذين يصابون بالعمى جراء نقص فيتامين أ كل عام بحوالي 250000 إلى 500000 طفل، وقد يتسبب فقدان البصر إلى موت نصفهم خلال 12 شهرا، وعلى الصعيد العالمي تم رصد 350 مليون حالة مصابة بالعمى وتوفي منهم 670000(منظمة الصحة العالمية، 2001.)
وفي افريقيا وحدها تم رصد 23 بالمائة من وفيات الأطفال، وفي عام 2009 قد انتشر انخفاض ريتنيول في الدم الذي يرتبط بنقص فيتامين أ، حيث وجد في اثيوبيا بحوالي 37.7 بالمائة وفي الكونغو بحوالي 49 بالمائة وفي مدغشقر بحوالي 42 بالمائة، وأهم الاسباب المباشرة التي تؤدي إلى الإصابة بنقص فيتامين أ هي انخفاض استهلاك المنتجات الحيوانية التوفر البيولوجي الضعيف في الحمية الغذائية المعتمدة على الحبوب وزيادة استهلاك الاوراق الخضراء الشبه خالية من الليبيدات (الدهون)، وزيادة احتياج الجسم إلى فيتامين أ يصيب الكثير من أطفال افريقيا (مانغا 2011).
وهنالك تخوف كبير من نقص مستويات الزنك لما له من اثار سلبية وخطيرة على نمو الطفل وايضا مدى شدة العدوى فضلا عن تأثيره على مستوى المناعة، وبالرغم من عدم وجود نسب حقيقة واضحة لمدى انتشار الإصابة بنقص الزنك فانة يعتبر أحد أهم العوامل الخطيرة المسببة للمرض والوفيات، ويتسبب في موت أكثر من 450000 طفل دون سن الخامسة تحديدا في جنوب الصحراء الكبرى الأفريقية، وتصيب حوالي 57 بالمائة من الأطفال دون سن الخامسة في السنغال و72 بالمائة في بوركينا فاسو و41,5 بالمائة من نيجيريا في عام 2004. وأهم الاسباب الاساسية المؤدية لنقص الزنك عند الأطفال هي عدم توفر الأغذية الغنية بالزنك سهلة الامتصاص (مثل اللحم والدواجن والمأكولات البحرية) والافراط في تناول الاغذية التي تمتص الزنك بصعوبة مثل البقوليات والجذور ودرنة البطاطا وتعد هذه الاغذية من الاغذية الاساسية في افريقيا.
ومن ناحية أخرى إن عدم تناول الكمية الكافية من اليود قد يؤدي إلى ضعف تركيب هرمونات الغدة الدرقية، والتي تعتبر امرا مهما للتطور الطبيعي والأداء السليم للدماغ والجهاز العصبي فضلا عن الحفاظ على حرارة الجسم والطاقة. وقد يتسبب نقص اليود في تضخم الغدة الدرقية والقدامة، وقد يعيق النمو العقلي والبدني، وعلى الصعيد العالمي فان هنالك 1.6 مليون شخص معرضون لخطر اضطرابات نقص اليود و50 مليون طفل مصاب به، ويولد حوالي 100000 طفل مصاب بالتخلف العقلي وغالبيتهم من افريقيا، ويعزى ذلك إلى قلة تناول المواد الغذائية الغنية باليود (مثل المأكولات البحرية) والافراط في تناول المواد الغذائية التي تسبب تضخم في الغدة الدرقية لاسيما الكاسافا المرة والتي تعد عنصر غذائي اساسي في وسط افريقيا.
ويشيع فقر الدم في افريقيا خصوصا بين الأطفال ويعود ذلك إلى اتباع نظام غذائي ذو قيم غذائية منخفضة حيث يعتمد على مصادر حيوانية والافراط في تناول البقوليات الغنية بالألياف والعفص والتي تمنع امتصاص الحديد، وفي عام 2006 كان هنالك 67.6 بالمائة من الأطفال دون الخامسة من العمر، أي حوالي و83.5 مليون طفل يعانون من فقر الدم. ويؤثر فقر الدم على عمليات التمثيل الغذائي مثل نقل الأكسجين والتأكسد الأيضي ونمو الخلايا، ونقص الحديد يعيق النمو ويؤخر التنمية، كماأنه يضعف الاستجابة المناعية ويزيد من فرص الإصابة ويؤخر النمو الحركي ويقلل من التركيز (إضعاف القدرات المعرفية والسلوكية). وبالتالي فإنها تمنع 40-60 بالمائة من الأطفال الأفريقين من الحصول على القدرات العقلية الكاملة. وعلاوة على ذلك صدر تقرير من منظمة الصحة العالمية عن مشروع عبء المرض يبين أن هنالك 26 خطرا صحياً، ويحتل نقص الحديد المرتبة التاسعة من حيث سنوات العمر المفقودة.

## التدخلات الوقائية

### الرضاعة الطبيعية
أن حليب الأم معروف كمصدرا طبيعا للطعام ويساعد على النمو والتطور الحركي النفسي، وذلك لأنه غنياً بالمغذيات والعوامل الوقائية فضلاً عن خصائصه الحيوية (ويرجع ذلك إلى المغذيات الغنية والعوامل الوقائية، فضلا عن خصوصيتها البيولوجية (حركية إنتاجه تتغير أثناء تفتيرالحليب) ويؤثر على العلاقة بين الأم والطفل، وبفضل هذه المزايا تنخفض معدل وفيات الأطفال بنسبة 13 بالمائة في المناطق التي تحرص فيها أكثر النساء على الرضاعة الطبيعية بنسبة 80 بالمائة.

### التغذية التكميلية
ومع انخفاض القيمة الغذائية فإن الأطفال الذين يعانون من سوء التغذية هم معرضون لأكثر الامراض شيوعا في مرحلة الطفولة كأمراض الإسهال وعدوى الجهاز التنفسي والامرض الموسمية وتأخر النمو وغالبا ما يضر ضرراً كبيرً بنومهم المعرفي والاجتماعي. وبالنسبة للأجيال الحالية والمستقبلية تعتبر التغذية الحجر الاساسي للبقاء على قيد الصحة والنمو. أن الأطفال الذين يحضون بتغذية جيدة سينعمون بتنمية أفضل (جسديا وعقليا)، يتحسن أدائهم الدراسي، وسيبلغون مرحلة الرشد وهم أصحاء قادرين على اعطاء اطفالهم بداية لحياة أفضل. وتساعد التغذية التكميلية المنفذة بطريقة صحية على خفض معدل وفيات الأطفال تحت سن الخامسة بنسبة 6 بالمائة.

### شبكة مبيدات حشرية طويلة الأمد
توجد هناك استراتيجة للوقاية من الملاريا وذلك باستخدام الناموسيات لدحر الملاريا في أفريقيا، ووفقا لنموذج الناتج فإن التقديرات توشير إلى ان هناك عدد من الناموسيات التي توفرها الشركات المصنعة، وقد وزعت هذه الناموسيات من البرامج الوطنية لمكافحة الملاريا والبيانات المستمدة من الدراسات الاستقصائية للأسر المعيشية، وقد ارتفعت نسبة الاسر التي تمتلك شبكة محلية واحدة من الناموسيات في جنوب الصحراء الكبرى الأفريقية من 3 بالمائة في عام 2000 إلى 50 بالمائة في عام 2011. وتجاوزت معدلات تغطية الناموسيات 80 بالمائة ويمكن ان تساهم في خفض معدل وفيات الأطفال في أفريقيا بنسبة 7 بالمائة.

### لقاح النزلة الترفية من النوع باء ب (هيب)
أن (هيب) والتهاب السحايا والتهابات الجهاز التنفسي المتكررة خطيرة جدا وقد تتسبب في ارتفاع معدلات الوفيات كما ان له مضاعفات تؤدي إلى الضرر الحسي العصبي ويمكن الوقاية من هذه العدوى عن طريق التلقيح للحد من وفيات الأطفال بنسبة 4 بالمائة، وتطعيم السحايا هو جزء من البرنامج الموسع للتحصين (EPI) جنبا إلى جنب مع لقاحات ضد السل وشلل الأطفال والدفتيريا والكزاز والتهاب الكبد B ، والحصبة والحمى الصفراء، ويعد برنامج التحصين الموسع تدخلا وقائيا أساسيا في الحد من اعتلال الرضع ووفياتهم؛ إلى جانب رصد النمو والتطور، والذي يشكل الركيزة الأساسية في صحة الطفل ونموه.

### منع انتقال فيروس نقص المناعة البشرية من الأم إلى الطفل
ويشكل انتشار فيروس نقص المناعة البشرية بنسبة 25 بالمائة في بعض بلدان شرق أفريقيا وجنوبها مصدر قلق، وظهر في عدد الدول الأفريقية انتشار اصابة البالغين بفيروس نقص المناعة المكتسب بأكثر من 20 بالمائة في عام 2011 وشملت بوتسوانا (23.4 في المائة) وليسوتو (23.3 في المائة) وسوازيلند (26 في المائة) (اليونيسيف، 2013)، وعلى الصعيد العالمي، ما زال عدد الإصابات الجديدة بفيروس نقص المناعة المكتسب ينخفض سنويا بالرغم من وجود تباين إقليمي كبير، وفي جنوب الصحراء الكبرى الأفريقية حيث يعيش معظم المصابين حديثا بفيروس نقص المناعة المكتسب يقدر بحوالي 1.9 مليون شخص (000 700 1 شخص - 000 100 2 شخص) أصيبوا في عام 2010، ووفقا للاحصاءات فإن هذا يمثل انخفاضا بنسبة 16 بالمائة مقارنة بعدد الأشخاص الجدد في عام 2001 والذي بلغ 2,2 مليون (000 100 2 إلى 000 400 2 2)، وانخفاضا بنسبة 27 في المائة بالمقارنة مع عدد الإصابات الجديدة بين عامي 1996 و 1998 عندما بلغ معدل الإصابة بفيروس نقص المناعة المكتسب في المنطقة ذروته.
يصاب الغالبية العظمى من الأطفال قبل الولادة، أثناء الحمل والمخاض أو الرضاعة الطبيعية (إذا كانت الأم مصابه بالفيروس)، إن مسار فيروس نقص المناعة المكتسب والإيدز عدواني بشكل خاص لدى الأطفال، وبدون الرعاية والعلاج، يتضاعف الفيروس ويدمر الجهاز المناعي للطفل، مما يقلل من مقاومة العدوى مثل الالتهاب الرئوي وغيره من أمراض الشائعة لدى الأطفال، وحوالي نصف الأطفال المصابين من أمهاتهم يموتون قبل أن يبلغوا السنة الثانية، وذلك بفضل انخفاض أسعار الأدوية، وزيادة الوعي، وإدخال مجموعات جرعة ثابتة من مضادات الفيروسات القهقرية وتوقعات أكثر موثوقية من الطلب على العقاقير المضادة للفيروس للأطفال، تمكنت عدة بلدان من توزيعها على الأطفال، ولكن نسبة التغطية لا يزال متدنيا للغاية في أفريقيا.

### مكملات الزنك
ولا يمكن التقليل من شأن دور الزنك في تعزيز الدفاعات المناعية، وفي المناطق التي نفذت فيها حملات تكميلية الوقائية ولا سيما في أفريقيا انخفض معدل وفيات الأطفال بنسبة 4 في المائة.

### مكمل فيتامين أ
ويمكن أن تساعد المكملات نصف السنوية من فيتامين ألف على خفض معدل الوفيات بين الأطفال الصغار بنسبة 23 في المائة.

## التدخلات العلاجية

### علاج إمهاء فموي
وتعتبر الإماهة الفموية واحدة من أعظم الثورات في تحسين صحة الطفل والسيطرة على الإسهال، ومع حلول جديدة للإماهة الفموية التي تحتوي على الزنك انخفض عدد وفيات الأطفال بنسبة 15 بالمائة.

### المضادات الحيوية لعلاج الالتهاب الرئوي
وقد أسهم توافر المضادات الحيوية في تحسين علاج الالتهاب الرئوي ولا سيما في المناطق النائية وبين السكان المحرومين فقد انخفض معدل وفيات الأطفال بنسبة 6 بالمائة.
وتشمل التدخلات العلاجية الأخرى التي يمكن أن تساعد في الحد من وفيات الأطفال هي المضادات الحيوية لعلاج الإنتان (6 بالمائة)، واستخدام العلاجات المركزة على أساس الأرتيميسينين لعلاج الملاريا (5 بالمائة) والمضادات الحيوية لعلاج الزحار (2 بالمائة).
أن هذه التدخلات مفيدة للغاية لصحة الطفل ونموه، ومع كل هذه الجهود لا تزال الامدادات منخفضة بسبب التخلف والفقر وضعف نظم الرعاية الصحية التي لا تتاح لها سوى إمكانية محدودة للحصول على الخدمات الصحية (أقل من 40 بالمائة في معظم الدول الأفريقية)، والافتقار إلى الموارد البشرية المؤهلة الناجم جزئيا عن هجرة الأدمغة إلى الدول الغرببية والدول العربية، بالإضافة إلى نقص المعدات والإمدادات والأدوية والمنتجات الأساسية التي يستمر نقصها بشكل متكرر، وتنظيمات بميزانيات ضعيفة وبالكاد تؤدي إلى عمل برنامج تعزيز الصحة، وهذا البرنامج حيث أنه (أقل من 15 بالمائة التي أوصت بها منظمة الصحة العالمية لمعظم الدول الأفريقية) إلى جنب الكثير نقص الدعم المالي من الحكومة.

## الاستراتيجيات الاساسية
وتوصي منظمة الصحة العالمية بالاستراتيجيات الموضحة أدناه والتي اعتمدتها جميع الدول الأفريقية كجزء من منهاج لمشاكل الخطيرة على صحة الطفل، وتكمن نقاط قوتها في تكامل المكونات المدمجة في الاستراتيجيات، والفعالية في الحد من وفيات الأطفال واعتلالهم، والأثر الإيجابي على الأطفال الذي يمتد لمدى طويل، مثل تحسين الأداء المدرسي لهم والرفاهية وزيادة فرص البقاء على قيد الحياة، وتقدم هذه الاستراتيجيات عائد فوري في حين أن لها تأثير كبير على المستقبل.

### التدبير الموحدة لأمراض الطفولة
التدبير المتكامل لصحة الطفل هو إستراتيجية تدمج مختلف البرامج من أجل بقاء الأطفال دون الخامسة من العمر بهدف تحسين الممارسات التي يحتمل أن يكون لها أكبر الأثر على صحتهم ونموهم وتطورهم، وهي إستراتيجية بسيطة، ووفقا للبنك الدولي قليلة من حيث التكلفة، وتهدف إلى التعريف بالأسباب الرئيسية المؤدية إلى وفيات الأطفال في البيئات التي تتسم بما يلي: (1) انخفاض مستوى التغطية الصحية، مع قلة أو انعدام وصول معدات التشخيص والعلاج (2) انخفاض مستوى الرصد الصحي (3) ضعف الربط بين مرافق الرعاية الصحية والمجتمعات المحلية. وتتضمن التدبير المتكامل لصحة الطفل من ثلاثة مكونات: (1) تحسين مهارات العاملين في مجال الرعاية الصحية، (2) تعزيز نظام الرعاية الصحية و (3) تحسين الممارسات الأسرية والمجتمعية.

### الرعاية الطارئة في مجال الولادة الاعتناء بالمواليد
أن عدد وفيات الأمهات والمواليد يجتاح أكثر من النصف في إقليم أفريقيا أي (51 في المائة) من مجموع وفيات الأمهات حول العالم، ويبلغ معدل وفيات المواليد حوالي 40 مقابل الألاف، ويمكن الحد من أسباب الوفيات أو تجنبها عن طريق التنفيذ الصحيح للاستراتيجيات الرعاية المتخصصة في الولادة وخدمات الرعاية الطارئة في مجال الولادة والاعتناء بالمواليد، وبمساعدة منظمة الصحة العالمية واليونيسيف وصندوق الأمم المتحدة للسكان والبنك الدولي، قامت العديد من الدول الأفريقية بوضع خرائط طريق لسرعة الوصول، والحد من وفيات الأمهات والمواليد عن طريق تحسين مهارات مقدمي الخدمات، وتوحيد بروتوكولات العلاج، ووضع معايير للجودة الرعاية الطارئة في مجال الولادة الاعتناء بالمواليد، وفي حين تتوفر تدخلات واستراتيجيات فعالة لتحسين الحالة الصحية والتغذوية للأطفال الصغار، ولكن لاتزال الموارد المالية والمساعدات اللازمة لتنفيذها في أفريقيا غير كافية، ومن الضروري أن تستثمر الحكومات الأفريقية وشركاؤها المحليون (القطاع الخاص والمجتمع المدني) وشركاؤهم في الخارج (التعاون الثنائي والمتعدد الأطراف) بقدر أكبر في تعبئة الموارد من أجل تنمية الطفولة المبكرة. وعليه ينبغي أن ينصب التركيز على الإدارة الأمثل للموارد المالية مع مبادئ شفافة، ومع التركيز على الإنصاف في الرعاية وضمان وصولها للفقراء.